# Шаронов, Александр Маркович
Алекса́ндр Ма́ркович Шаро́нов (псевдоним — эрз. Шарононь Сандра, род. 18 февраля 1942, село Шокша, Мордовская АССР) — советский и российский филолог, финно-угровед, историк, фольклорист, литературовед, философ, поэт, прозаик. Создатель авторского эрзянского и мокшанского героического эпоса «Масторава».
Профессор, доктор филологических наук (2002), лауреат Государственной премии Республики Мордовия (1995), лауреат Первой Литературной премии Общества М. А. Кастрена (1997, Финляндия), лауреат Международной книжной выставки-ярмарки (1995), Главный научный сотрудник НЦСЭМ при Правительстве Республики Мордовия, член Союза писателей России (1999), действительный член Академии русской словесности и изящных искусств им. Г. Р. Державина.
Ряд гипотез Шаронова противоречит исторической и лингвистической науке.

## Биография
Родился 18 февраля 1942 года в селе Шокша Теньгушевского района Мордовской АССР. В 1959 году окончил среднюю школу и поступил в Краснослободское техническое училище. В 1962—1965 годах служил в Советской армии. В 1965—1969 годы обучался в Мордовском государственном университете имени Н. П. Огарёва. Был бойцом первого студенческого стройотряда университета (1966, Казахстан).
Дочь — доктор филологических наук Елена Александровна Шаронова.

## Идеи
Отрицает принадлежность русских к славянам. По его мнению, финно-угорские племена — летописная меря, мещера, мурома и эрзя составляли единый этнос, который стал подлинным основателем Древнерусского государства и этнокультурным субстратом русского народа.
Шаронов утверждает, что, переселившись из региона Киева в регион Залесья, Русь унесла с собой и свой русский язык. По этой причине даже подвергнувшиеся русификации славянские языки якобы не имеют общей корневой основы с подлинным русским языком, основанном на «скандинаво-финно-эрзяно-муромо-мерянском» субстрате.
К эрзяно-мерянской земле, по мнению Шаронова, имеют отношение выдающиеся представители русского народа, такие как Козьма Минин, Иван Сусанин, Аввакум Петров, Никон, Степан Разин, Емельян Пугачев, Серафим Саровский, Александр Пушкин, Сергей Есенин, Василий Чапаев и многие другие.

## Публикации
Первые лирические стихотворения Шаронова «Березка» и «Полевая песня» были опубликованы в 1959 году в районной газете «Голос колхозника». В 1967 году опубликована стихотворная подборка в сборнике «Радуга». Является автором нескольких поэм («Кудадей», «Тёкшонь», «Нарчатка», «Килява» и др.), повестей («Тюштя», «Планета Эра», «Лунная девушка» и др.), лирических и философских стихотворений. Пишет на русском и эрзянском языках.
Автор книг «Масторава» на эрзянском (1994, 2014), мокшанском (2001), русском (2003; в дополненном виде — 2010, 2019, 2020), венгерском (2010), финском (2015) языках, «Устно-поэтическое творчество мордовского народа», т. 1, кн. 2 (1977), «На земле Инешкипаза» (2006), монографии «Мордовский героический эпос» (2001), «…откуду пошла Руская земля…» (2012, Германия), «Потехония» (2012), «Хождение в Потехонию» (2023), «Эрзя, Меря, Русь в историографии России» (2013), «Меря, Эрзя, Русь автохтонный аспект» (2019), книга поэзии и прозы «Планета Эра» (2014), более 380 статей.
Над эпопеей «Масторава» работал почти тридцать лет. Считает её главным делом своей жизни.

## Общественная деятельность

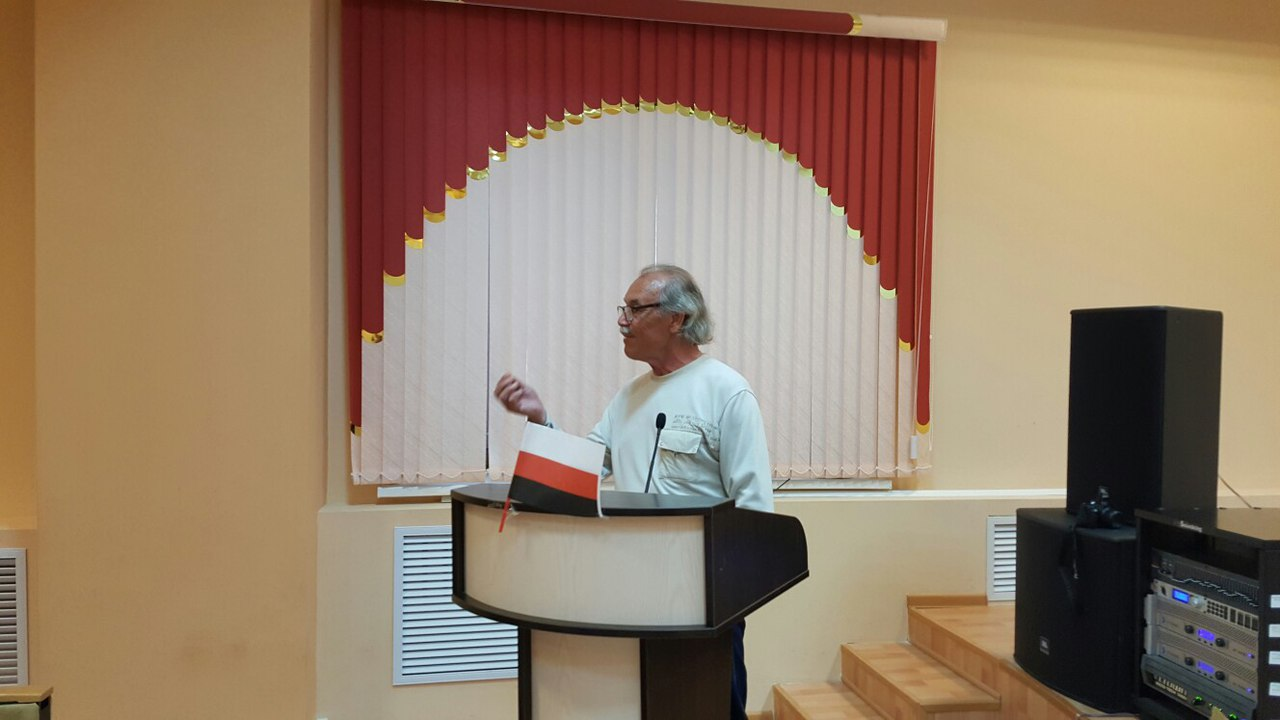
Александр Шаронов выступает на V Эрзянском Конгрессе, Саранск, 07 июня 2016

Член оргкомитета I съезда общества «Масторава» и его делегат (1990), член оргкомитета I съезда эрзя-мокшанского народа и его делегат (1992), делегат II (1996) и четвёртого (2004) съездов эрзя-мокшанского народа, делегат VI Всемирного конгресса финно-угорских писателей (2000), участник республиканских, всесоюзных и международных научных конференций, первый редактор газеты «Эрзянь Мастор» (1993), член редколлегии журналов «Чилисема» и «Сятко», член правления Общественного Фонда спасения эрзянского языка, член Совета старейшин (Атянь эзем) эрзянского народа.

## Награды
Награждён Первой Литературной премией Общества М. А. Кастрена (1997, Финляндия).
Указом Главы Мордовии Александру Шаронову присвоено почётное звание «Лауреат Государственной премии Республики Мордовия» (2005, 2022).

## Оценка литературного творчества
Положительная оценка литературного творчества А. М. Шаронова дана в более чем 260 отзывах, в критических работах Н. И. Чиняева, Н. И. Ишуткина, Е. И. Чернова, Н. Е. Адушкина, В. И. Демина, Н. В. Заварюхина, М. В. Мосина, О. Б. Ткаченко (Украина), М. Дуганчи (Швеция), А. А. Гагаев, Г. Горланов и др.
Филолог М. В. Мосин писал:

В жизни каждого народа наряду с заурядными событиями бывают явления торжества и праздники. Для эрзян таким событием стал выход в свет эпоса «Масторава», воссозданного доцентом кафедры русской и зарубежной литературы А. М. Шароновым. Двадцать лет он работал над эпосом, добиваясь такого содержания и такой формы, которые соответствовали бы духу и сущности эрзянской и мокшанской народной поэзии. Можно однозначно сказать, что автор «Масторавы» успешно решил поставленные перед ним задачи. В «Мастораве» мы находим и богатство содержания, и красоту формы, и изящество языка. Язык «Масторавы» — настоящий эрзянский язык. Не будет преувеличением сказать, что А. М. Шаронов внёс значительный вклад в совершенствование эрзянского литературного языка. «Масторава» — незаурядное явление и нашей литературы, и нашей отечественной науки.
Этнограф Н. В. Морохин в предисловии к русскому переводу «Масторавы» пишет, что А. М. Шаронов не слепо воспроизводит древние сказания, а импровизирует, познав законы эпоса:

Не мог не почувствовать он себя и творцом. Он писал по сути в чём-то собственную поэму по мотивам эпоса. Он вкладывал в неё дорогие ему самому мысли и переживания.
Эпос «Масторава» высоко оценили зарубежные журналисты и учёные: Пекка Лентонен, Тармо Хаккарайнен, Сиркка Сааринен (Финляндия), О. Б. Ткаченко (Украина), Петер Домокош (Венгрия) («Прекрасным произведениями являются „Масторава“ на эрзянском, мокшанском и русском… они рождают надежду»), Мария Дуганчи (Швеция).

## Некоторые работы
- Картина мироздания в мифологии народа Эрзя.
- О природе эпико-героической поэзии народа Эрзя.
- Народ Эрзя и Русь: в фокусе русского неславянина.
- Мордовский героический эпос: сюжеты и герои.
- Эрзя, Меря, Русь в историографии России.
- «…откуду пошла Руская земля…».